# Yamaha IT
La gamme IT est un ensemble de motocyclette d'enduro fabriqué par le constructeur japonais Yamaha. La gamme sera remplacée à la fin des années 1980 par la gamme d'enduro WR.

## 125 IT
La 125 IT n'a jamais été importée en France.
Cette motocyclette conçut pour l'enduro, reprend le cadre de la Yamaha 125 DTMX ainsi que le bas moteur. Le haut moteur est celui de la Yamaha YZ125 auquel une modification des diagrammes de distribution lui a fait perdre 10 chevaux (18 pour l'IT et 28 pour l'YZ).
Le début de la production est 1980 pour le modèle 125 G et 1981 pour le modèle 125 H.

## 175 IT
La cylindrée passe à 171 cm³ (66 x 50 mm) et le carburateur Mikuni a un diamètre de 32 mm. Le réservoir passe à 10 litres avec une puissance de 30 ch.

## Sources
1. ↑  Fiche technique 125 IT